# Maro Joković
Maro Joković, född 1 oktober 1987 i Dubrovnik, är en kroatisk vattenpolospelare. Han ingick i Kroatiens landslag vid olympiska sommarspelen 2008, 2012, 2016, 2020 och 2024.
Joković fick sin debut i OS-sammanhang i Peking där Kroatien nådde en sjätteplats. I London tog han OS-guld i herrarnas vattenpoloturnering. Hans målsaldo i London var åtta mål.
Joković tog VM-guld i samband med världsmästerskapen i simsport 2007 i Melbourne. EM-guld tog Joković 2010 på hemmaplan i Zagreb.